# Royal Rumble (2003)
Royal Rumble 2003 est le seizième Royal Rumble, pay-per-view de catch de la World Wrestling Entertainment. Il s'est déroulé le 19 janvier 2003 au Fleet Center de Boston (Massachusetts). Royal Rumble 2003 est aussi le premier Royal Rumble depuis le changement de nom de la fédération en World Wrestling Entertainment

## Résultats
| #                                       | Match                                                                                   | Stipulation                                                                        | Durée |
| --------------------------------------- | --------------------------------------------------------------------------------------- | ---------------------------------------------------------------------------------- | ----- |
| Dark                                    | Spike Dudley bat Steven Richards (avec Paul Heyman)                                     | Match simple.                                                                      | 3:36  |
| 1                                       | Brock Lesnar bat Big Show (avec Paul Heyman)                                            | Match simple pour une place dans le Royal Rumble match.                            | 6:29  |
| 2                                       | Dudley Boyz (Bubba Ray Dudley et D-Von Dudley) battent Lance Storm et William Regal (c) | Match par équipes pour le championnat du monde par équipes.                        | 7:24  |
| 3                                       | Torrie Wilson bat Dawn Marie                                                            | Match simple.                                                                      | 3:36  |
| 4                                       | Scott Steiner bat Triple H (c) (avec Ric Flair) par disqualification.                   | Match simple pour le championnat du monde poids-lourd.                             | 18:14 |
| 5                                       | Kurt Angle bat Chris Benoit                                                             | Match simple pour le championnat de la WWE.                                        | 19:49 |
| 6                                       | Brock Lesnar remporte le Royal Rumble match en éliminant The Undertaker en dernier.     | 30-men Royal Rumble match pour un match de championnat mondial à WrestleMania XIX. | 53:41 |
| (c) désigne le(s) champion(s) en titre. |                                                                                         |                                                                                    |       |

## Entrées et éliminations du Royal Rumble
Le rouge ██ indique une superstar de RAW, le bleu ██ indique une superstar de SmackDown. Un nouvel entrant arrivait toutes les 90 secondes.
| Entrée | Entrant              | Division | Ordre d'élimination | Éliminé par                     | Temps |
| ------ | -------------------- | -------- | ------------------- | ------------------------------- | ----- |
| 1      | Shawn Michaels       | Raw      | 1                   | Chris Jericho                   | 2:31  |
| 2      | Chris Jericho        | Raw      | 14                  | Test                            | 38:54 |
| 3      | Christopher Nowinski | Raw      | 2                   | Rey Mysterio                    | 4:37  |
| 4      | Rey Mysterio         | SD!      | 3                   | Chris Jericho                   | 5:55  |
| 5      | Edge                 | SD!      | 10                  | Chris Jericho                   | 11:03 |
| 6      | Christian            | Raw      | 9                   | Chris Jericho                   | 9:03  |
| 7      | Chavo Guerrero       | SD!      | 8                   | Edge                            | 7:10  |
| 8      | Tajiri               | SD!      | 6                   | Chris Jericho                   | 5:41  |
| 9      | Bill DeMott          | SD!      | 4                   | Edge                            | 2:13  |
| 10     | Tommy Dreamer        | Raw      | 5                   | Chris Jericho & Christian       | 0:48  |
| 11     | B-2                  | SD!      | 7                   | Edge                            | 0:24  |
| 12     | Rob Van Dam          | Raw      | 26                  | Kane                            | 32:56 |
| 13     | Matt Hardy           | SD!      | 21                  | Brock Lesnar                    | 27:13 |
| 14     | Eddie Guerrero       | SD!      | 13                  | Booker T                        | 16:29 |
| 15     | Jeff Hardy           | Raw      | 11                  | Rob Van Dam                     | 7:26  |
| 16     | Rosey                | Raw      | 12                  | Kane                            | 10:16 |
| 17     | Test                 | Raw      | 17                  | Batista                         | 18:45 |
| 18     | John Cena            | SD!      | 22                  | Undertaker                      | 19:38 |
| 19     | Charlie Haas         | SD!      | 20                  | Brock Lesnar                    | 17:17 |
| 20     | Rikishi              | SD!      | 18                  | Batista                         | 14:10 |
| 21     | Jamal                | Raw      | 23                  | Undertaker                      | 16:07 |
| 22     | Kane                 | Raw      | 28                  | Undertaker                      | 20:24 |
| 23     | Shelton Benjamin     | SD!      | 19                  | Brock Lesnar                    | 10:55 |
| 24     | Booker T             | Raw      | 16                  | Shelton Benjamin & Charlie Haas | 6:20  |
| 25     | A-Train              | SD!      | 25                  | Kane & Rob Van Dam              | 11:33 |
| 26     | Maven                | Raw      | 24                  | Undertaker                      | 8:19  |
| 27     | Goldust              | Raw      | 15                  | Charlie Haas                    | 0:47  |
| 28     | Batista              | Raw      | 27                  | Undertaker                      | 9:55  |
| 29     | Brock Lesnar         | SD!      | -                   | Vainqueur                       | 8:59  |
| 30     | The Undertaker       | SD!      | 29                  | Brock Lesnar                    | 6:45  |

- Chris Jericho est celui qui a éliminé le plus de catcheurs : 6.
- Undertaker a fait un retour surprise il a été éliminé en dernier par Brock Lesnar.
- B2 est celui qui est resté le moins longtemps : 24 secondes.
- Chris Jericho est celui qui est resté le plus longtemps : 38 min 54 s.
- C'est aussi le premier rumble d'Eddie Guerrero qui n'avait pas pu participer aux éditions de 2001 et de 2002.